# Адміністративний поділ Болівії

Адміністративний поділ Болівії

У територіально-адміністративному відношенні Болівія розділена на 9 департаментів, кожен із яких, у свою чергу, поділяється на провінції. Їх усього 112, вони поділяються на кантони.
| Департамент | Адміністративний центр  | Площа, км² | Населення, 2024 р. |
| ----------- | ----------------------- | ---------- | ------------------ |
| Бені        | Тринідад                | 213 564    | 477 441            |
| Кочабамба   | Кочабамба               | 55 631     | 2 005 373          |
| Ла-Пас      | Ла-Пас                  | 133 985    | 3 022 566          |
| Оруро       | Оруро                   | 53 588     | 570 194            |
| Пандо       | Кобіха                  | 63 827     | 130 761            |
| Потосі      | Потосі                  | 118 218    | 856 419            |
| Тариха      | Тариха                  | 37 623     | 534 348            |
| Санта-Крус  | Санта-Крус-де-ла-Сьєрра | 370 621    | 3 115 386          |
| Чукісака    | Сукре                   | 51 524     | 600 132            |
| Разом       | Разом                   | 1 098 581  | 11 312 620         |